# Stoczniowiec Gdańsk
Le Stoczniowiec Gdańsk (l'ouvrier de chantier naval de Gdańsk) est un club de hockey sur glace de Gdańsk dans la voïvodie de Poméranie en Pologne. Il évolue dans le Championnat de Pologne de hockey sur glace.

## Historique

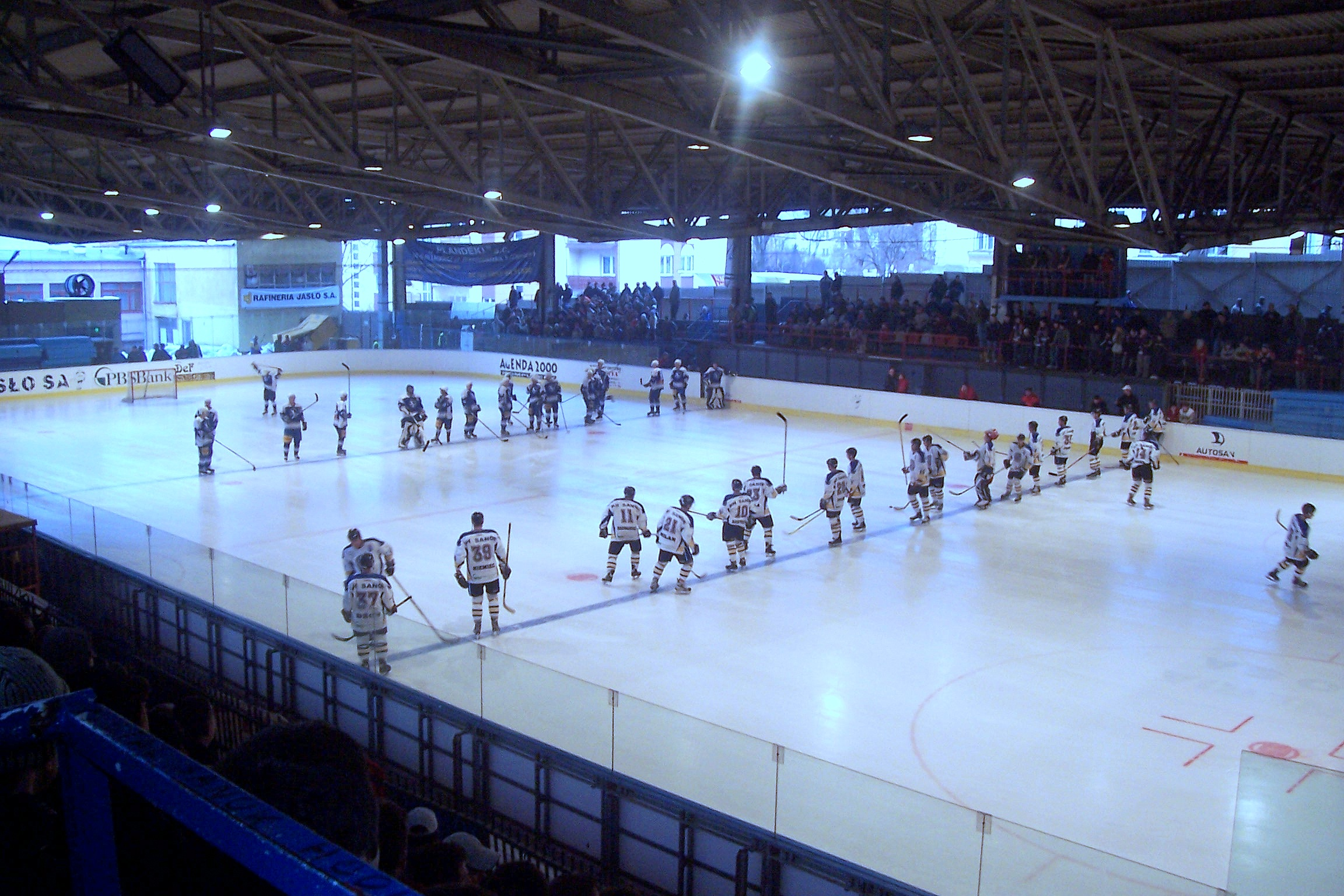
Hockeyeurs du Stoczniowiec sur la glace de Sanok le 21 mars 2006.

Le club est fondé en 1953 sous le nom de Polonia Gdańsk. En 1970, il est renommé Stoczniowiec Gdańsk.

## Palmarès
- Vainqueur de la I Liga : 1976, 1981, 1983.